# Renato Bialetti
Renato Bialetti (* 2. Februar 1923 in Omegna, Piemont, Italien; † 11. Februar 2016 in Ascona, Tessin, Schweiz) war ein italienischer Unternehmer.

## Leben

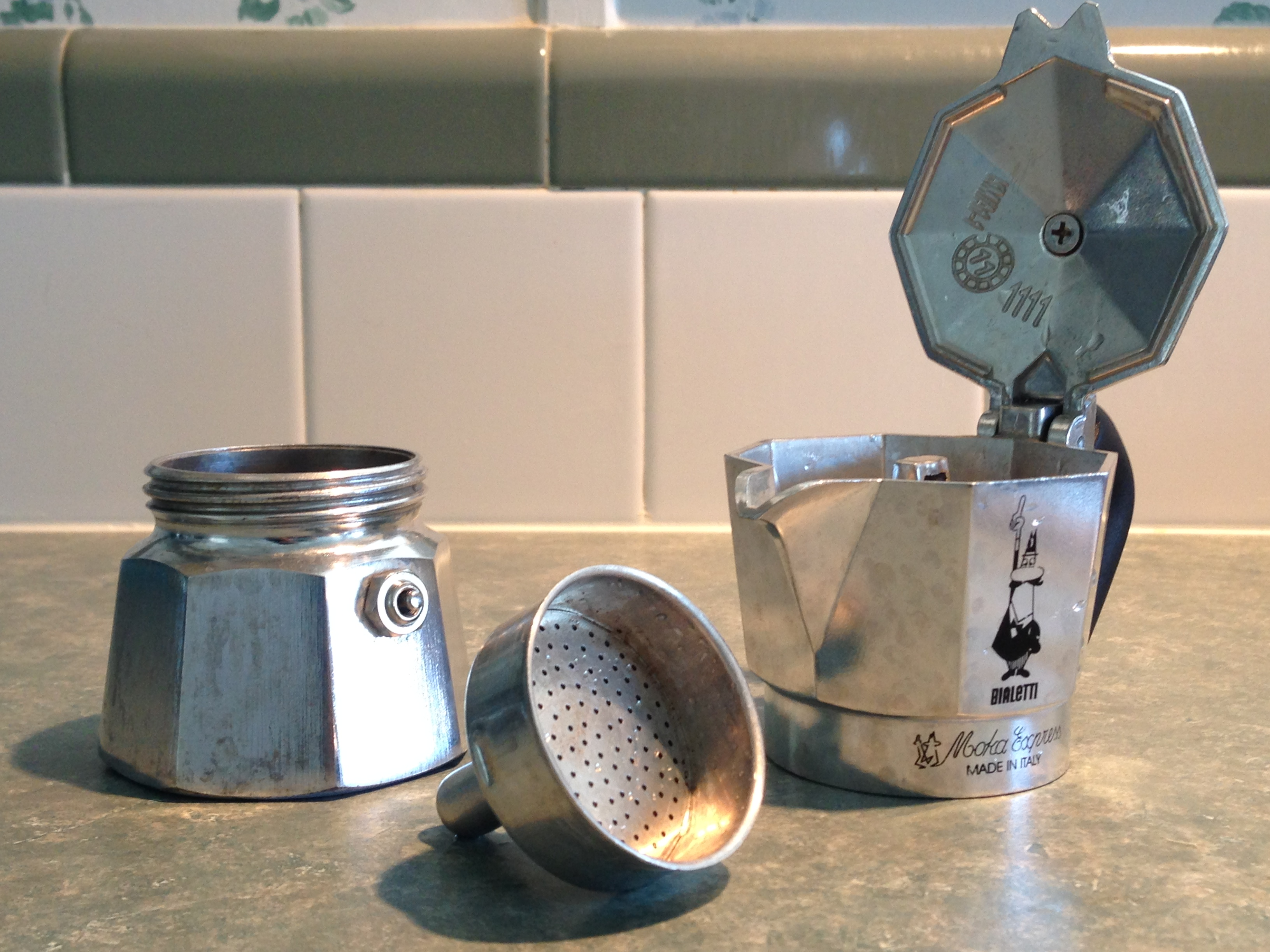
Ein geöffneter Moka express mit dem Bialetti-Logo

Alfonso Bialetti, der Vater von Renato Bialetti, erfand 1933 einen Espressozubereiter mit einem achteckigen Sockel namens La Moka. Nach Kriegsende 1946 übernahm Renato Bialetti das 1919 gegründete Familienunternehmen in Omegna am Ortasee im Piemont und wurde als Unternehmer weltweit erfolgreich. 1986 verkaufte er das Unternehmen.
Renato Bialetti selbst war in der Werbung für La Moka der „Mann mit dem Schnauzbart“ und wurde zum Werbestar der Nachkriegszeit. Die Zeichnung stammt vom italienischen Comiczeichner Paul Campani (1923–1991). Die Turiner Tageszeitung La Stampa betitelte ihn als „Ikone des Made in Italy“.
Bialettis Asche wurde in einer als Urne verwendeten Espressokanne im Familiengrab der norditalienischen Gemeinde Casale Corte Cerro der Region Piemont beigesetzt.